# Gymnelia lucens
Gymnelia lucens là một loài bướm đêm thuộc phân họ Arctiinae, họ Erebidae.